# Système éducatif au Gabon
L'éducation au Gabon, ou système éducatif gabonais, concerne l'ensemble des institutions publiques et privées du Gabon ayant pour fonction d'assurer et de développer le système éducatif sur l'ensemble du territoire du pays.
Le système scolaire gabonais est en majorité public, laïc, gratuit et il est obligatoire de l'âge de trois ans jusqu'à seize ans.

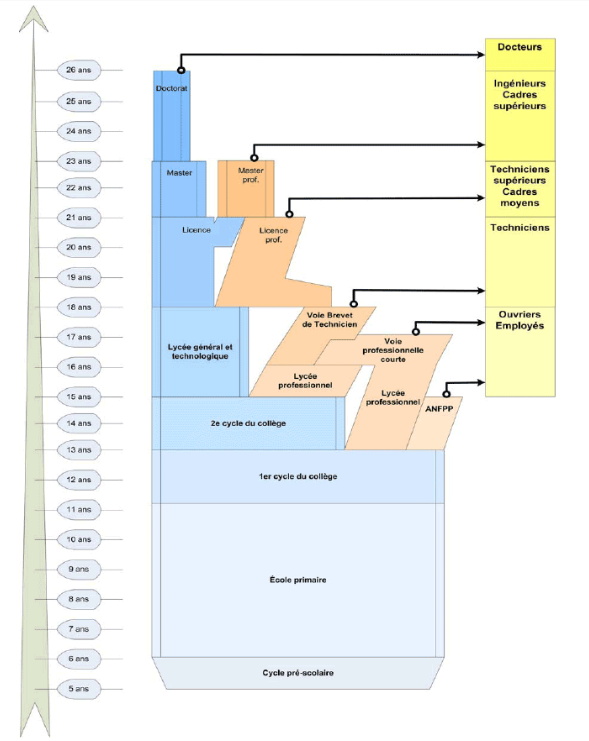
Schéma du système éducatif au Gabon.

## Historique
Il existe très peu de sources sur l'éducation orale dans ce qui est actuellement le territoire du Gabon avant la colonisation française, en 1880. La disparition ou l'amenuisement de certains clans à la suite de la traite négrière au XVIIIe siècle puis au fil du XIXe siècle a affaibli la mémoire lignagère orale de la période pré-coloniale. C'est pourquoi les recherches anthropologiques font traditionnellement coïncider l'appellation de « système éducatif gabonais » avec la mise en place du système colonial vers 1880.
Les traces écrites les plus anciennes relatives à un embryon de système éducatif gabonais nous viennent principalement des missionnaires catholiques ou d'explorateurs, tel Paul Belloni Du Chaillu.
À partir de 1880, les premiers missionnaires français installent des lieux d'étude, autour de centres religieux (églises, chapelles, centres théologiques, cathédrales). À la suite de l'indépendance, la loi 16 de 1966 jette les bases de l'enseignement public universel, gratuit et laïc pour tous les gabonais. 1970 voit l'ouverture de la première université du Gabon,
l'université nationale du Gabon, devenue, en 1978, l'université Omar Bongo.

## Préscolaire
L’éducation préscolaire s’adresse aux enfants âgés de 3 à 5 ans. Elle est dispensée dans les jardins d’enfants et des sections d’enseignement préprimaire ouvertes dans les écoles primaires. L’éducation préscolaire n’est pas obligatoire.
Le Gabon s'inscrit dans la politique de l'UNESCO qui plaide en faveur de l'éducation de la petite enfance. On observe une nette dynamique pour les inscriptions en cursus d'apprentissage pré-primaire ou pré-scolaire. Le chiffre des enfants éligibles effectivement inscrits passe de 5,6 % en 1990 à près de 42 % en 1999. Cette dynamique se poursuit dans les années 2000, mais elle est massivement tributaire de programmes et institutions privés.

## Enseignement primaire
Jusqu’en 2002, l’enseignement élémentaire avait une durée de six années, réparties en trois cycles de deux ans chacun. Depuis la  rentrée  2003-2004,  la durée  du  cycle élémentaire est passée à cinq ans, organisés en trois sous-cycles : le cycle des apprentissages premiers (première année) ; le cycle des apprentissages fondamentaux (deuxième  et  troisième  années) ; le  cycle  des  approfondissements (quatrième et cinquième années). Les enfants sont admis à l’âge de 6 ans. L’enseignement primaire est obligatoire et la fin du cycle est sanctionnée par l’obtention du certificat d’études primaires élémentaires (CEPE).
L'enseignement primaire conduit en cinq ans au Certificat d'enseignement primaire et au concours d'entrée en classe de sixième.

## Enseignement secondaire
L’accès à l’enseignement secondaire général, dispensé dans les collèges d’enseignement général et les premiers cycles des  lycées, est régulé  par la voie du concours d’entrée en sixième. Il s’adresse à la tranche d’âge de 12 à 16 ans.
Le second cycle, d’une durée de trois ans (de la seconde à la terminale, littéraire ou scientifique), est sanctionné par l’obtention du baccalauréat donnant accès à l’enseignement supérieur.
L’enseignement technique et professionnel  est  dispensé  dans  les  lycées professionnels, les  lycées techniques  et  l’École nationale  de  commerce. L'accès est aussi  possible par concours.  Les  formations  professionnelles  ont  une  durée  d’une à trois  années  et  leurs  élèves  sont généralement issus soit  de  la  scolarité  primaire  complète, soit  de  la  fin  de  la  deuxième  année secondaire  ou  classe  de  cinquième  (année  réussie).  La  formation  est  sanctionnée, selon le cas, par  le  certificat  de formation professionnelle  (CFP), le  certificat d’aptitudes  professionnelles  (CAP)  et  le  brevet  d’études professionnelles (BEP).

## Enseignement supérieur et universitaire
Le cursus universitaire au Gabon dure de 2 à 8 ans, divisés en 2 ans de licence (Licence 1, 2), 2 ans de Master (Maîtrise) et 2 ans de Doctorat.

## Éducation spécialisée
On note à Libreville une institution pour handicapés et un centre d'accueil pour enfants abandonnés, 7 jardins d'enfants du Ministère de la défense, 4 jardins d'enfance de la municipalité de Libreville et quelques jardins d'enfants privés et laïcs.

## Éducation des pygmées
Le Gabon a décidé d'éduquer les pygmées vivant sur son territoire et plus particulièrement dans sa forêt de la moitié Est du pays. Les gouvernements successifs ont entrepris un inventaire des moyens financiers nécessaires pour initier un programme didactique adapté qui permettrait de sortir cette communauté gabonaise de l'analphabétisme. Le travail d'inventaire s'est fait avec l'aide de l'Organisation des Nations Unies pour l'éducation, la science et la culture (UNESCO). Selon le Ministère de la Culture et de l'Éducation populaire, le programme pour l'éducation des pygmées bénéficie non seulement de l'appui financier et matériel de l'État gabonais et d'autres bailleurs de fonds comme le Canada, mais également du concours des sociétés forestières par ailleurs mises en cause dans les déforestations abusives. Selon des statistiques, il resterait environ 120 000 pygmées vivant dans la forêt équatoriale d'Afrique centrale.

## Dysfonctionnements

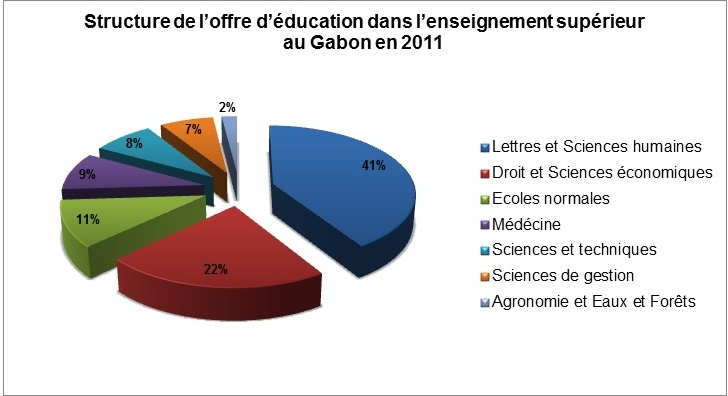
Offre d'éducation dans l'enseignement supérieur au Gabon.

Le système éducatif gabonais présente un paradoxe ; il affiche les meilleurs taux de scolarisation d'Afrique centrale, avec un taux national de scolarisation (TNS) de 93 % et un écart garçons-filles de seulement 1,5 %, mais les redoublements et les abandons sont exagérément élevés au primaire. Les classes y sont aussi excessivement surchargées au primaire comme au secondaire, aggravant l'échec scolaire.
Les principales causes de l'échec du système scolaire gabonais au primaire et au secondaire sont d'abord la faible performance d’encadrement quantitative et qualitative des élèves, qui se traduit par des classes en surnombre. En effet, le nombre moyen d’élèves par enseignant au Gabon est de 46 au primaire et 48 au secondaire, contre en moyenne 21 dans les pays à revenu intermédiaire (PRI) comparables. En second lieu, l'autre principale cause est la faiblesse des allocations budgétaires effectives. Ainsi, 60 lycées prévus au budget de l’État pour l'année 2013 n’ont jamais vu le jour.